# Budești, Maramureș
Budești este satul de reședință al comunei cu același nume din județul Maramureș, Transilvania, România.

## Istoric
Prima atestare documentară: 1361 (Buthfalva). 

## Etimologie
Etimologia numelui localității: din n. grup budești < n.fam. Bud + suf. -ești. 

## Așezământ monahal
- Schit ortodox cu hramul „Sfinții împărați Constantin și Elena” (reînfințat în 1994).

## Manifestări tradiționale locale
- Joc de pe Cosău (luna aprilie).
- Festivalul ansamblurilor folclorice de copii Nu vă uitați că-s micuț (luna iunie).

## Obiective turistice
- Biserica de lemn „Sf. Nicolae”, din anul 1643. Are un plan dreptunghiular, cu absida poligonală, decroșată. Picturi murale populare din anul 1762. Biserica a fost inclusă pe lista patrimoniului mondial al UNESCO în decembrie 1999.

Este pictată în interior în jurul anului 1762 de către Alexandru Ponehalschi.

## Personalități locale
- Mihai Cupcea (1936-1996), poet. Vol. Poesii (1995).